# Jefferson Airplane
Jefferson Airplane là một nhóm nhạc rock người Mỹ được thành lập tại San Francisco, California năm 1965. Mở đường cho kỷ nguyên psychedelic rock trong thời đại phản văn hóa, Jefferson Airplane đã trở thành nhóm nhạc đầu tiên đến từ San Francisco đạt được những thành tựu toàn cầu. Nhóm nhạc đã biểu diễn tại 3 liên hoan nhạc rock lớn nhất nước Mỹ những năm 60, bao gồm Monterey (1967), Woodstock (1969) và Altamont (1969), cũng như biểu diễn mở màn tại lễ hội âm nhạc Isle of Wight lần thứ nhất. Album phát hành năm 1967 "Surrealistic Pillow" của Airplane luôn được xem như một trong những album quan trọng nhất của phong trào Mùa hè tình yêu. Hai đĩa đơn từ album này, "Somebody to Love" và "White Rabbit" được tạp chí Rolling Stones đưa vào danh sách 500 ca khúc xuất sắc nhất mọi thời đại. 
Các thành viên của Jefferson Airplane giữ nguyên trong khoảng thời gian từ năm 1967 đến đầu năm 1970. Trong thời kỳ này, họ đã gặt hái được rất nhiều thành công. Từ 1967 đến 1972, 8 album liên tiếp của họ đều lần lượt xuất hiện trong Top 20 tại Hoa Kỳ, trong đó Surrealistic Pillow và Crown of Creation xuất sắc có mặt trong Top 10. Mặc dù sau những thành công đầu tiên, họ không có nhiều ca khúc xuất hiện tại Top 10 nhưng một số đĩa đơn vẫn ghi dấu ấn tại một số bảng xếp hạng âm nhạc nhỏ khác, một phần do sự phát triển của sóng FM nơi phát nhiều ca khúc rock hơn sóng AM. Sau khi Jefferson Airplane tan rã, một số thành viên của nhóm đã thành lập Jefferson Starship và Starship, cũng như các nhóm nhỏ Hot Tuna và KBC Band. Jefferson Airplane đã dược vinh danh tại Đại sảnh danh vọng Rock and Roll năm 1996. 

## Lịch sử

### 1965-1966: thành lập và bắt đầu sự nghiệp.
Năm 1962, chàng trai Marty Balin 20 tuổi thu âm 2 đĩa đơn đầu tiên cho hãng Challenge Records, tuy nhiên cả hai đều thất bại. Sau đó Balin tham gia vào một nhóm nhạc folk tên The Town Criers từ năm 1963 đến 1964. Sau khi Beatles mở đầu cho sự bành trướng của âm nhạc Anh quốc vào Hoa Kỳ năm 1964, Balin được truyền cảm hứng từ sự kết hợp giữa nhạc folk và rock mà The Byrds và Simon & Garfunkel đã làm rất tốt, và anh quyết định thành lập một nhóm nhạc vào năm 1965 theo đuổi phong cách này. Với sự đầu tư từ vài người bạn, Balin mua một nhà hàng pizza cũ trên phố Fillmore và tái cơ cấu thành một câu lạc bộ âm nhạc tên The Matrix, bắt đầu hành trình tìm kiếm thành viên cho ban nhạc của mình. 
Balin gặp nhạc sĩ nhạc folk Paul Kantner tại The Drinking Gourd, một câu lạc bộ khác tại thị trấn. Kartner, một người San Francisco bản địa, bắt đầu biểu diễn nhạc folk tại Bay Area đầu những năm 1960 cùng những người anh em của mình bao gồm Jerry Garcia, David Crosby và Janis Joplin. Kantner cũng đã gia nhập một số ban nhạc folk như The Kingston Trio và The Weaver. Anh đã có một thời gian ngắn chuyển tới Los Angeles, California vào năm 1964 để tham gia vào một nhóm hát đôi cùng với David Freiberg, người sau này cũng trở thành thành viên của Airplane/Starship. 
Balin cùng Kantner sau đó tuyển mộ những thành viên khác tại The Matrix. Sau khi chứng kiến màn trình diễn của Signe Toly Anderson tại Drinking Gourd, Balin đã mời cô tham gia nhóm với tư cách giọng hát chính cùng anh. Anderson gia nhập Airplane trong một năm, đóng góp vào album đầu tiên của họ sau đó cô sinh đứa con đầu tiên vào tháng 10 năm 1966 và rời nhóm.
Kantner tiếp tục mời một người bạn cũ, tay guitar blues Jorma Kaukonen tham gia ban nhạc. Là người gốc Washington, D.C., Kaukonen đã chuyển đến California vào đầu thập niên 60 và gặp Kantner khi đang học tại Đại học Santa Clara năm 1962. Tuy được mời tham gia ban nhạc nhưng Kaukonen khá miễn cưỡng do anh vừa giành chiến thắng nhờ màn trình diễn guitar, một phần trong hệ thống âm thanh thuộc thử nghiệm acid của nhà văn Ken Kesey. Tay trống Jerry Peloquin và tay bass acoustic Bob Harvey là những người cuối cùng gia nhập ban nhạc trong giai đoạn đầu.
Tên gọi của nhóm nhạc vẫn còn gây nhiều tranh cãi. Jefferson Airplane là một từ lóng chỉ việc sử dụng giấy cuốn chặt marijuana (một loại cỏ) thành từng điếu và hút đến mức ngắn nhất có thể mà không để lửa chạm vào tay. Công chúng luôn cho rằng đây là nguồn gốc cái tên của nhóm nhạc, nhưng một thành viên thuộc Airplane Jorma Kaukonen phủ nhận và tuyên bố rằng Jefferson Airplane được đưa ra bời Steve Talbot, một người bạn của anh, như một sự nhái lại tên Blind Lemon Jefferson (một nhạc sĩ kiêm guitar đến từ Texas). Một tạp chí phát hành năm 2007 đã trích dẫn lời Kaukonen: 
"Tôi có một người bạn tại (Talbot) và tại Berkeley anh ấy đã nhắc đến một cái tên hài hước", Kaukonen giải thích. "Cái tên ấy chính là Blind Thomas Jefferson Airplane (người tiên phong cho dòng nhạc blues). Khi mọi thành viên tìm kiếm một cái tên phù hợp cho nhóm nhạc và không ai nghĩ ra cái tên hay ho nào, tôi đã nói "Mọi người có muốn một cái tên khùng khùng không? Tôi đang có một cái đây."
Airplane có màn biểu diễn công khai ngày đầu tiên tại đêm khai trương The Matrix ngày 13 tháng 8 năm 1965. Âm nhạc ngày hôm đó đi từ cội rễ nhạc folk, phác họa những ảnh hưởng từ The Beatles, The Byrds và The Lovin’ Spoonful, cho đến những âm thanh điện tử đang phát triển thần tốc. 
Chỉ vài tuần sau khi thành lập, Jerry Peloquin rời nhóm vì không chịu nổi những thành viên sử dụng ma túy. Mặc dù không phải là một tay trống, ca sĩ kiêm tay guitar Skip Spence (người sáng lập Moby Grape) đã được mời thay thế Peloquin. Tháng 10 năm 1965, sau khi các thành viên khác quyết định rằng Bob Harvey không đủ khả năng, anh đã bị thay thế bởi tay guitar-bass Jack Casady, một người bạn của Kaukonen từ Washington D. C. Casady có màn trình diễn đầu tiên với Airplane tại buổi hòa nhạc dành cho sinh viên tại Berkeley, California, chỉ 2 tuần sau khi anh tới San Francisco.
Khả năng trình diễn của nhóm ngày một tiến bộ và họ nhanh chóng nhận được sự cổ vũ cuồng nhiệt tại San Francisco và những khu vực xung quanh, một phần nhờ bài đánh giá từ phóng viên âm nhạc Ralph J. Gleason - một cựu chiến binh giờ đang là nhà phê bình nhạc Jazz cho tờ San Francisco Chronicle. Sau khi chứng kiến màn trình diễn của Airplane tại The Matrix cuối năm 1965, ông đã tuyên bố họ là "một trong những ban nhạc xuất sắc nhất từ trước tới nay". Sự ưu ái từ Gleason đã nâng cao danh tiếng của Airplane đáng kể, và chỉ trong 3 tháng người quản lý của họ Matthew Katz đã nhận được lời đề nghị từ các công ty thu âm, mặc dù lúc đó phạm vi hoạt động của họ chưa vượt quá Bay Area.
Hai buổi hòa nhạc đáng nhớ của Airplane được tổ chức vào cuối năm 1965. Buổi đầu tiên là màn khiêu vũ hơi hướng lịch sử tại Longshoremen’s Hall, San Francisco ngày 16 tháng 10 năm 1965. Đây cũng là một trong những "chuyện đang diễn ra" tại Bay Area, nơi Gleason lần đầu tiên chứng kiến họ. Tại buổi hòa nhạc này, họ nhận được sự hỗ trợ từ nhóm nhạc folk rock địa phương tên The Great Society với ca sĩ chính là Grace Slick, và cũng tại đây Kantner gặp Slick lần đầu tiên. Vài tuần sau, ngày 6 tháng 11, Airplane tiếp tục thực hiện một buổi hòa nhạc thương mại tại San Francisco Mime Troupe như một động thái đầu tiên của doanh nhân Bill Graham, người sau này trở thành quản lý của nhóm. 
Tháng 11 năm 1965, Jefferson Airplane ký hợp đồng ghi âm với RCA Victor với khoản tạm ứng trị giá 25000$. Trước đó, nhóm đã thực hiện một bản ghi âm thử cho Columbia Records ca khúc "The Other Side of This Life" khi Bob Harvey chưa bị loại, những bản ghi âm đó ngay lập tức bị bỏ rơi bởi chính hãng này. Ngày 10, tháng 12, năm 1965, Airplane trình diễn show quảng bá đầu tiên với Bill Graham tại The Fillmore Auditorium, với sự hỗ trợ của The Great Society và một số nhóm nhạc khác. The Airplane cũng xuất hiện trong một số show quảng bá Family Dog của Chet Helms và Avalon Ballroom.  
Đĩa đơn đầu tiên của nhóm là một ca khúc viết bởi Balin "It’s No Secret", mặt sau là ca khúc "Runnin’ Round The World", nhạc phẩm đã dẫn đến mâu thuẫn đầu tiên của Airplane với RCA do phần ca từ nhạy cảm "The night I’ve spent with you have been fantastic trips". Sau khi LP đầu tiên hoàn thiện vào tháng 3 năm 1966, Skip Spence rời nhóm và ngay lặp tức được thay thế bởi Spencer Dryden, anh đã có màn biểu diễn đầu tiên với Airplane tại Berkeley Folk Festival ngày 4 tháng 7, năm 1966. Trước đó Dryden đã hoạt động ở Los Angeles cùng một ban nhạc tên Ashes (sau chuyển thành The Peanut Butter Conspiracy).
Người quản lý đầu tiên Matthew Katz đã bị sa thải vào tháng 8, kéo theo một vụ tranh chấp dân sự đến tận năm 1987. Một người bạn và người cùng phòng của Balin, Bill Thompson đã được chọn làm người quản lý tạm thời. Đó chính là Thompson, nhân viên cũ của Chronicle, một người bạn và cũng là một người hỗ trợ trung thành của Airplane. Anh đã thuyết phục Gleason và John Wasserman đến và theo dõi nhóm nhạc tại Longshoreman’s Hall. Với sự giúp đỡ từ Gleason, Thompson đã có thể đăng ký một suất trình diễn cho Airplane tại Berkeley Folk Festival và Monterey Jazz Festival.  
Album đầu tiên của nhóm Jefferson Airplane Takes Off được phát hành vào tháng 9 năm 1966. Những ca khúc nhạc folk được sử dụng trong album bao gồm "Tobacco Road" của John D. Loudermilk và "Let’s Get Together" của Dino Valente. Ngoài ra còn một số bản ballad "It’s No Secret" và "Come Up The Years". Mặc dù sự thật là ban nhạc còn chưa biểu diễn bên ngoài Bay Area và chưa xuất hiện trên truyền hình, album vẫn thu hút được sự chú ý đáng kể tại Hoa Kỳ và có số lượng tiêu thụ tốt đủ để giành được đĩa vàng. RCA ban đầu chỉ in 15000 bản, nhưng riêng tại San Francisco đã có tới 10000 bản được tiêu thụ và họ đã phải tái bản album. Trong phiên bản in sau, RCA đã loại ca khúc "Runnin’ Round This World" như một sự phản đối từ "trip" xuất hiện trong ca từ ca khúc này. 
Với lý do tương tự, RCA cũng thay đổi phiên bản khác cho 2 ca khúc: "Let Me In", thay đổi câu "you shut your door, you know where" thành "you shut your door, now it ain’t fair", và "don’t tell me you want money" thành "don’t tell me it ain’t funny". "Run Around" cũng được sửa lại, thay đổi câu "flowers thay sway as you lay under me" thành "flowers that sway as you stay here by me". Phiên bản gốc với "Runnin’ Round The World" chưa bị xóa cũng như phiên bản chưa kiểm duyệt của "Let Me In" và "Run Around" hiện tại đáng giá hàng ngàn đôla với những nhà sưu tầm.

### 1967

#### Sự nghiệp bùng nổ
Signe Anderson sinh con gái đầu lòng vào tháng 5 năm 1966, và đến tháng 10 cô thông báo sẽ rời khỏi nhóm. Màn trình diễn cuối cùng của cô cùng Airplane diễn ra tại Fillmore ngày 15 tháng 10, năm 1966. Ngay sau đó, Grace Slick đã thay thế vị trí của Anderson. Trước đó, Slick đã xuất hiện cùng Airplane tại The Matrix với tư cách thành viên của The Great Society. Nhờ đó, cô không xa lạ với các thành viên cũ của Airplane. 
Sự xuất hiện của Slick đã mang lại thành công bùng nổ về mặt thương mại cho nhóm nhạc. Cô có một giọng trầm đầy nội lực hoàn toàn phù hợp với âm nhạc psychedelic của nhóm. Ngoài ra, do xuất thân là một người mẫu nên cô có bề ngoài xinh đẹp và những màn trình diễn trực tiếp do đó cũng thu hút nhiều sự chú ý hơn. "White Rabbit" được viết bởi Grace Slick khi cô đang còn tham gia The Great Society. Album đầu tiên được ghi âm với sự góp mặt của Slick là Surrealistic Pillow, và Slick đã mang đến 2 ca khúc khi cô còn là thành viên của The Great: "White Rabbit" được sáng tác bởi chính cô, và "Somebody to Love", được viết bởi anh rể cô, Darby Slick. Cả hai ca khúc đều thành công vang dội và trở thành những ca khúc làm nên tên tuổi của Jefferson Airplane cho tới tận ngày nay. 
The Great Society đã thu âm phiên bản đầu tiên của "Somebody to Love" (với tựa đề "Someone to Love") và phát hành dưới mặt B của đĩa đơn duy nhất của họ "Free Advice", sản xuất bởi Sylvester Stewart (sau này được biết đến với tên gọi Sly Stone). Phải mất tới hơn 50 lần thực hiện để có được một bản thu hài lòng. The Great Society quyết định tan rã vào cuối năm 1966 và trình diễn lần cuối vào ngày 11, tháng 9. Ngay sau dó, Slick nhận được lời đề nghị tham gia Jefferson Airplane bởi Jack Casady (người nhạc sĩ có ảnh hưởng lớn đến quyết định của cô), và bản hợp đồng với Great Society của cô được bán với giá 750$.
Tháng 12 năm 1966, Jefferson Airplane xuất hiện trên tờ Newsweek nói về sự bùng phát mạnh mẽ của âm nhạc tại San Francisco, và là một trong những nhóm nhạc đầu tiên khai ngòi cho một làn sóng đông đảo những người trẻ tụ hội tại thành phố này và tạo nên cộng đồng hippie nổi tiếng.
Khoảng đầu năm 1967, Bill Graham đề cử Bill Thompson làm quản lý. Vào tháng 1, nhóm nhạc có hành trình đầu tiên về bờ đông. Ngày 14 tháng 11, cùng với The Grateful Dead và Quicksilver Messenger Service, Jefferson Airplane cầm đầu cho sự kiện "Human Be-In" diễn ra tại Cầu cổng Vàng, một trong những sự kiện trọng tâm của Mùa hè Tình yêu. 
Trong giai đoạn này, Airplane đã gặt hái được thành công mang tính quốc tế đầu tiên khi ngôi sao nhạc Pop người Anh đang lên Donovan đã thưởng thức màn trình diễn của họ tại bờ Đông đầu năm 1966 và sau đó đã nhắc đến Airplane trong ca khúc "The Fat Angel". Ca khúc này sau đó xuất hiện trong LP Sunshine Superman của anh. 
Album thứ hai của nhóm, "Surrealistic Pillow", ghi âm tại Los Angeles với nhà sản xuất Rick Jarrard. Dù quá trình thực hiện chỉ trong 30 ngày và kinh phí 8000$, chính album này là bệ phóng đưa tên tuổi của Airplane ra toàn cầu. Phát hành tháng 2 năm 1967, album lọt vào bảng xếp hạng Billboard 200 ngày 25 tháng 3 và bám trụ ở đây hơn một năm, với thành tích cao nhất là vị trí thứ 3. Nó bán được hơn 1 triệu bản và đạt được đĩa vàng. Tiêu đề album Surrealistic Pillow được đề nghị bởi người hỗ trợ nhóm (shadow producer) Jerry Garcia, khi anh cho rằng toàn bộ album nghe "siêu thực như một chiếc gối mềm mại" ("as surrealistic as a pillow is soft"). Mặc dù RCA Victor không công nhận sự đóng góp đáng kể của Garcia trong vai trò người sản xuất, tên của Garcia vẫn được đưa vào danh sách những người thực hiện album với tư cách "cố vấn tinh thần" ("spiritual advisor").
Ngoài hai ca khúc nổi tiếng "White Rabbit" và "Somebody to Love", album cũng bao gồm "My Best Friend" thể hiện bởi tay trống cũ Skip Spencer, 2 ca khúc blue rock "Plastic Fantastic Lover" và "3/5 of a Mile in 10 seconds" bởi Balin, và ca khúc "Today" do Balin và Kantner song ca. Sự hiện diện của dòng nhạc folk thời kỳ đầu cũng được tái hiện qua ca khúc đơn ca acoustic tour de force "Embryonic Journey" do Kaukonen sáng tác và trình bày, qua sự tham khảo các bậc thầy guitar acoustic đương thời như John Fahey.
Đĩa đơn đầu tiên trích từ album "My Best Friend" thất bại tại các bảng xếp hạng, nhưng 2 đĩa đơn tiếp theo như một chiếc tên lửa đưa Airplane đến đỉnh cao danh vọng. Cả "Somebody to Love" và "White Rabbit" đều trở thành những hit lớn tại US, lần lượt đứng vị trí thứ 5 và 8 tại bảng xếp hạng đĩa đơn của Billboard. Cuối năm 1967, Airplane đã trở thành ngôi sao mang tầm quốc tế và là một trong những nhóm nhạc nổi tiếng nhất tại Mỹ. Người viết tiểu sử của Grace Slick, Barbara Rowes đã gọi album này "như một bản tuyên ngôn độc lập từ những người thực hiện. Airplane đã tạo dựng chủ nghĩa lãng mạn trong thời đại điện tử. Không giống những âm thanh hài hòa thống nhất cao độ của The Beach Boys, Airplane không cố gắng kết hợp những cảm xúc khác biệt. Qua từng ca khúc, phong cách khác biệt của từng thành viên vẫn tồn tại và tương tác hỗ trợ lẫn nhau dựa trên các cấu trúc độc lập"
Giai đoạn đỉnh cao của Airplane được ghi dấu ấn bởi màn trình diễn nổi tiếng tại Lễ hội nhạc pop quốc tế Monterey tháng 6 năm 1967. Monterey quy tụ những nhóm nhạc hàng đầu tại các thủ đô âm nhạc bao gồm New York, San Francisco, Los Angeles và Liên hiệp Anh, cũng như sự xuất hiện trên truyền hình và phim ảnh đã mang lại danh tiếng toàn quốc (và cả toàn cầu) cho Airplane, vốn trước đây chỉ được biết đến trong khu vực. Hai ca khúc của Airplane đã xuất hiện trong bộ phim tài liệu D. A. Pennebaker nói về sự kiện này. 
The Airplane cũng nhận được nhiều sự chú ý khi xuất hiện trên các chương trình truyền hình quốc gia như The Tonight Show Starring Johnny Carson của NBC và The Ed Sullivan Show của CBS. Màn biểu diễn "White Rabbit" và "Somebody to Love" tại The Smothers Brothers Comedy Hour đã được ghi hình màu dựa trên sự phát triển của kỹ thuật video. Nó sau đó đã được phát lại nhiều lần và trở nên nổi tiếng nhờ việc sử dụng kỹ thuật Chroma key (kỹ thuật ghép hình diễn xuất trên phông xanh vào một khung cảnh khác) mô phỏng buổi trình diễn ánh sáng kỳ ảo của Airplane.

#### Chuyển đổi phong cách
Sau Surrealistic Pillow, âm nhạc của Airplane đã có sự thay đổi đáng kể. Tác động chính đến sự cải cách này đến từ siêu sao Jimi Hendrix và nhóm nhạc Anh Cream, những người đã thúc đẩy Airplane (cũng như nhiều nhóm nhạc khác) thực hiện những âm thanh mạnh mẽ hơn để tạo được dấu ấn trên chặc đường phát triển. Album thứ 3, After Bathing at Baxter’s phát hành ngày 27 tháng 11, năm 1967 và ngay lập tức leo lên vị trí số 17 trên BXH. Bìa album này được vẽ bởi họa sĩ hoạt hình trứ danh Ron Cobb, mô tả Heath Robinson cưỡi một cỗ máy có thể bay (được lên ý tưởng từ quận Haight-Ashbury, xem Mùa hè Tình yêu), bay lượn xung quanh sự hỗn loạn của nền văn hóa Hoa Kỳ.
Ghi âm trong hơn 4 tháng, với sự giúp đỡ ít ỏi từ nhà sản xuất Al Schmitt, album mới của Airplane như một sự se duyên giữa nhóm nhạc và psychedelic rock. Trong khi album trước đó bao gồm những ca khúc pop với độ dài đạt chuẩn, Baxter’s được thống trị bởi những giai điệu dài và nhiều phần. Trong khi "A Small Package of Value Will Come To You Shortly" mang phong cách musique concrete được truyền cảm hứng từ Freak Out! của Frank Zappa, Baxter’s cũng đánh dấu sự kết hợp giữa Kantner và Slick như những thuyền trưởng của nhóm nhạc, cũng như sự suy giảm ảnh hưởng và liên quan của thành viên sáng lập Marty Balin. Các thành viên khác, hướng tới một phong cách mới cũng công khai chỉ trích Balin cùng bản ballad do anh sáng tác. Balin trở nên thất vọng vì "hành trình ngôi sao" (chạy theo danh tiếng) và cái tôi của anh bùng phát khi nhóm nhạc bắt đầu chạy theo những thành công thương mại. 
Baxter’s cũng đặt dấu chấm hết cho sự thành công ngắn ngủi của Airplane trên BXH đĩa đơn. Trong khi cả "White Rabbit" và "Somebody to Love" đều lọt vào Top 10, "The Ballad of You and Me and Pooneil" và "Watch Her Ride" chỉ đứng thứ 43 và 61, cho dù cả hai ca khúc đều lọt vào Top 40 tại Cash Box. Không một đĩa đơn nào lọt vào Top 40. Sóng phát thanh AM cũng trở nên thận trọng hơn với những nghệ sĩ đề cập tới ma túy trong tác phẩm của mình, do đó các sáng tác của Jefferson Airplane cũng khó lòng được phổ biến rộng rãi trên đài này, vốn là một kênh quan trọng để ca khúc có thể lọt vào Top 10. 

### 1968-1969
Tháng 2 năm 1968, quản lý Bill Graham đã bị sa thải sau khi Grace Slick đưa ra tối hậu thư "hoặc anh ta đi hoặc tôi đi". Bill Thompson nhận quyền quản lý thường xuyên và anh củng cố sự an toàn tài chính cho nhóm, thành lập Icebag Corp. quản lý các ấn phẩm phát hành và thuê một biệt thự 20 phòng tại 2400 Fulton Street (gần Cầu cổng vàng và quận Haight-Ashbury) làm văn phòng và nơi ở của các thành viên trong nhóm. Bill Laudner được thuê làm quản lý chạy tour (road manager).
Giữa năm 1968, Airplane được lên trang bìa tạp chí Life chủ đề "The New Rock". Ấn bản được phát hành ngày 28 tháng 6 năm 1968. Nhóm nhạc cũng có tour diễn chính thức đầu tiên tại châu Âu vào tháng 8, tháng 9 năm 1968. Cùng với The Doors, họ đã biểu diễn tại Hà Lan, Anh, Đức và Thụy Điển. Một sự cố nổi tiếng đã xảy ra tại buổi hòa nhạc tại Amsterdam, trong khi Airplane đang trình diễn "Plastic Fantastic Lover", thành viên Jim Morrison của Doors phê thuốc do người hâm mộ tặng đã xuất hiện trên sân khấu và bắt đầu nhảy "như một cái chong chóng". Airplane bắt đầu chơi nhanh hơn và Morrison cũng quay điên cuồng hơn cho đến khi anh ngã một cách vô thức trên sân khấu ngay dưới chân Marty Balin. Morrison không thể tiếp tục thực hiện màn trình diễn của mình và phải nhập viện, trong khi tay keyboard Ray Manzarek buộc phải hát tất cả các ca khúc còn lại. Cũng trong tour diễn này, Slick và Morrison đã có một mối quan hệ tình dục ngắn ngủi, theo mô tả trong cuốn tiểu sử năm 1998 của Slick.
Album thứ 4, Crown of Creation (phát hành tháng 9 năm 1968) đạt những thành công nhất định về mặt thương mại khi leo lên vị trí thứ 6 tại BXH. Ca khúc "Lather" do Grace Slick thể hiện mở đầu album nói về mối quan hệ của cô với tay trống Spencer Dryden và ngày sinh nhật thứ 30 của anh. "Triad", một sáng tác của David Crosby đã bị từ chối bởi The Byrds vì đề cập đến một vấn đề đang rất nóng. Bản thánh ca về tình dục và bình luận xã hội "Greas Heart" của Slick được phát hành như đĩa đơn mở đường vào tháng 3 năm 1968. Một số ca khúc được ghi âm cho album này bị loại vào phút cuối nhưng sau đó vẫn được phát hành như những ca khúc tặng kèm, trong đó bao gồm "Would You Like A Snack?", một tác phẩm hợp tác giữa Grace Slick và Frank Zappa.
Màn trình diễn trên The Smothers Brothers vào mùa thu cùng năm đã dẫn đến một khuấy động nhỏ khi Grace Slick xuất hiện với một khuôn mặt đen (cô đơn giản muốn được trang điểm tất cả những thứ cô thấy trong phòng thay đồ) và giơ nắm tay lên chào sau khi hát xong "Crown of Creation"
Tháng 2 năm 1969, RCA phát hành Bless Its Pointed Little Head, một album ghi lại các buổi hòa nhạc trực tiếp cuối năm 1968 tại Fillmore West ngày 24-26 tháng 10 và Fillmore East ngày 18-30 tháng 1. Nó đã trở hành album thứ tư của Airplane lọt vào Top 20 album, đứng thứ 17.
Tháng 4 năm 1969, Airplane bắt đầu kế hoạch cho album tiếp theo của mình, Volunteers, với việc sử dụng 16 ca khúc ghi âm tại Wally Heider Studio, San Francisco. Đây cũng là album cuối cùng đi theo dòng nhạc cổ điển của nhóm. Ngày phát hành album bị trì hoãn khi nhóm nhạc xảy ra mâu thuẫn với  đơn vị phát hành về sự có mặt của các ca khúc "We Can Be Together" và "Uncle Sam Blues" và tiêu đề dự kiến Volunteers of Amerika. "Volunteers of Amerika" là một khẩu hiệu của chiến dịch từ thiện Volunteers of Amerika, trở nên thời thượng vào năm 1969 như một sự thể hiện đanh thép với sự không hài lòng dành cho nước Mỹ. Tuy nhiên chiến dịch này đã bị phản đối và cái tên được rút gọn thành Volunteers.
Tháng 8 năm 1969, vài ngày sau khi biểu diễn tại buổi hòa nhạc miễn phí tại Công viên trung tâm New York, ban nhạc tiếp tục trình diễn tại lễ hội Woodstock (mà Grace Slick đã gọi là âm nhạc dành cho những người điên). Tại đây, Airplane đã được chú ý bởi nghệ sĩ keyboard người Anh Nicky Hopkins. Khi được Jeff Tamarkin phỏng vấn về Woodstock năm 1992, Paul Kantner đã hồi tưởng lại với một sự thương mến, trong khi Slick và Dryden có ít cảm xúc hơn. 
Ngay sau khi trình diễn tại Woodstock, ban nhạc đã xuất hiện tại The Dick Cavett Show và chơi vài ca khúc. Các khách mời khác tham gia sự kiện đó bao gồm David Crosby, Stephen Stills và Joni Mitchell. Album mới cuối cùng cũng được phát hành tại Hoa Kỳ tháng 11 năm 1969 với tiêu đề Volunteers. Ca khúc "Uncle Sam Blues" không được phát hành nhưng sau đó được đưa vào album Hot Tuna thuộc dự án của nhóm nhỏ Hot Tuna(eponymous album). Volunteers tiếp tục chuỗi album Top 20 khi lên đỉnh và đạt chứng nhận đĩa vàng năm 1970 với vị trí thứ 13. Album là một cuộc chơi chính trị mạo hiểm, tuyên bố thái độ phản đối của nhóm với Chiến tranh Việt Nam và phản ứng với bầu không khí chuyển đổi quyền lực tại Hoa Kỳ. Các ca khúc nổi tiếng nhất bao gồm "Volunteers", "We Can Be Together", "Good Shepherd" và bài hát về hậu tận thế "Wooden Ships" được viết bởi Paul Kantner, David Crosby và Stephen Stills, sau đó Crosby, Stills & Nash cũng ghi âm ca khúc này cho album đầu tiên của họ.
RCA không đồng tình với câu hát "up against the wall, motherfucker" trong "We Can Be Together" viết bởi Kantner, nhưng Airplane đã phản đối để ngăn cản sự kiểm duyệt trong album này bằng cách chỉ ra rằng RCA đã cho phép những câu từ tương tự xuất hiện trong album của vở nhạc kịch Hair. Câu hát "in order to survive, we steal, cheat, lie, forge, fuck, hide, and deal" cũng được giữ lại. Khi phát hành dưới dạng đĩa đơn ca khúc "We Can Be Together", "motherfucker" được chuyển thành một đoạn "ma" ngân dài, và "fuck" thành "fred". Những thay đổi này cũng được thể hiện trong bản lyrics tặng kèm album. 
Tháng 12, Airplane đã trình diễn tại Altamont Free Concert và Altamont Speedway tại California, trở thành nhóm nhạc duy nhất trình diễn tại ba liên hoạn nhạc rock biểu tượng thập niên 60: Altamont, Monterey Pop và Woodstock. Buổi hòa nhạc đã bị phá hỏng bởi bạo lực. Marty Balin bị hạ trong trận đánh nhau với các thành viên của Hells Angels, những người được thuê để bảo vệ đêm diễn. Sự kiện này cũng trở nên nổi tiếng bởi "Gimme Shelter Incident": một thiếu niên da đen tên Meredith Hunter bị đâm đến chết trên sân khấu bởi Hells Angels sau khi cậu này rút một khẩu súng ra trong màn trình diễn của The Rolling Stones Vụ tai nạn này đã trở thành tiêu điểm trong bộ phim tài liệu Gimme Shelter. 

### 1970-1972: suy thoái và bế tắc.
Spencer Dryden đã bị sa thải khỏi nhóm vào tháng 2 năm 1970 sau cuộc bỏ phiếu nhất trí giữa các thành viên khác. Dryden cảm thấy hoàn toàn gục ngã sau 4 năm đắm chìm trong LSD và anh đã tỉnh ngộ sau sự kiện tại Altamont, mà trong dòng hồi tưởng anh cho rằng "nó không phải sự hân hoan trong hàng ngàn sắc màu, nó trông giống màu nâu buồn thảm của Hieronymus Bosch hơn". Sau đó, anh đã quay trở lại với âm nhạc vào năm 1972 khi trở thành tay trống cho New Riders of the Purple Sage. Dryden bị thay thế bởi Joey Covington, một nhạc sĩ L.A. đã chơi cho Hot Tuna vào năm 1969.
Họ tiếp tục tour trình diễn năm 1970. Bản thu âm duy nhất được thực hiện trong năm là "Have You Seen the Saucers?", b-side của đĩa đơn "Mexico". "Mexico" là một đòn tấn công vào kế hoạch Operation Intercept của Tổng thống Richard Nixon (nhằm ngăn chặn dòng chảy marijuana từ Mexico vào Hoa Kỳ). "Have You Seen the Saucers" đánh dấu sự mở đầu cho dòng nhạc khoa học viễn tưởng mà Kantner khám phá trong album solo đầu tiên Blows Against the Empire của anh, phát hành năm 1970, cũng như trong nhiều ca khúc khác của anh trong thập niên 70 và 80. Jefferson Airplane đã kết thúc năm 1970 với ngày lễ Tạ ơn truyền thống của họ tại Fillmore East và phát hành album tổng hợp đầu tiên, The Worst of Jefferson Airplane, nối tiếp chuỗi thành công không thể phá vỡ khi tiếp tục leo lên vị trí thứ 12 tại BXH Billboard. 
Năm 1971 đánh dấu nhiều sự thay đổi lớn với Jefferson Airplane. Frace Slick và Paul Kantner bắt đầu mối quan hệ của họ trong năm 1970 và đến ngày 25 tháng 1 năm 1971, cô con gái China Wing Kantner chào đời (Wing là họ của Slick). Slick mới ly hôn người chồng đầu tiên ngay trước đó, và cô cùng Kantner cũng đồng ý rằng họ sẽ không tiến tới hôn nhân.
Tháng 3 năm 1971, Marty Balin chính thức rời nhóm sau khi không thể tìm được sự gắn kết với nhóm trong tour diễn mùa thu năm 1970. Mặc dù anh đã cảm thấy lạc lõng khi định hướng của nhóm rời xa những bản tình ca mà anh đặt tình yêu vào, chính sự bùng phát của việc sử dụng rượu dẫn đến sự hình thành 2 thái cực giữa Kantner/Slick và Kaukonen/Casady mới chính thức loại anh khỏi cuộc chơi. Sau cái chết do ma túy của bạn gái anh Janis Joplin, anh bắt đầu một phong cách sống mới có lợi cho sức khỏe.  Balin nghiên cứu Yoga, tránh xa khỏi ma túy và đồ uống có cồn, trong khi các thành viên khác vẫn tiếp tục sử dụng. Những mâu thuẫn này đã tồn tại trong khoảng thời gian họ thực hiện Volunteers. Balin cũng hoàn thiện một vài ca khúc mới, bao gồm "Emergency" và bản R&B "You Wear Dresses Too Short", cả hai ca khúc này sau đó cũng được phát hành.
Ngày 13 tháng 5 năm 1971, Grace Slick suýt thiệt mạng trong một vụ tai nạn xe hơi khi  xe của cô đâm vào một bức tường trong đường hầm cạnh Cầu Cổng Vàng. Vụ tai nạn diễn ra trong khi cô đang đua với Jorma Kaukonen, cả hai xe đều đi với tốc độ hơn 100 dặm một giờ. Kaukonen đã tuyên bố rằng anh "cứu mạng cô ấy" vì đã kéo cô ra khỏi xe. Slick mất vài tháng để hồi phục, và quá trình điều trị này làm trì hoãn tất cả các buổi hòa nhạc và đi tour của Airplane. Slick sau đó ghi âm ca khúc về vụ tai nạn này, "Never Argue With A German If You’re Tired", được phát hành trong Bark. 
Airplane vẫn tiếp tục các dự án cho album phòng thu tiếp theo vào năm 1971. Album tiếp theo Bark phát hành tháng 9 năm 1971 với bìa minh họa một xác cá cuốn trong túi giấy của A&P. Đây cũng là album cuối cùng phát hành bởi RCA. 
Đĩa đơn "Pretty As You Feel" trích từ album với giọng hát chính bởi Joey Covington cũng là đĩa đơn cuối cùng của Jefferson Airplane tấn công vào các bảng xếp hạng tại Hoa Kỳ với vị trí thứ 60 trên Billboard Hot 100. Bản thân album cũng đứng thứ 11 tại BXH, thành tích tốt hơn cả Volunteers. 
Sau sự ra đi của Balin, mâu thuẫn và căng thẳng vẫn tồn tại với một phía là Slick và Kantner, phía còn lại gồm Kaukonen và Casady. Ca khúc "Third Week In The Chelsea" của Jorma Kaukonen trong Bark như một ca khúc tự sự của anh nói về việc sẽ rời khỏi nhóm". Xung đột ngày càng căng thẳng vì việc sử dụng ma túy tăng dần và đặc biệt là chứng nghiện rượu của Slick. Điều này đã đánh mất lòng tin và dẫn đến nhiều tình huống lộn xộn tại các buổi hòa nhạc.
Ban nhạc vẫn tiếp tục hoạt động để cho ra đời một album nữa với tựa đề Long John Silver, bắt đầu ghi âm vào tháng 4 năm 1972 và phát hành trong tháng 7. Trong thời gian này, nhiều thành viên đã bắt đầu các dự án cá nhân. Hot Tuna phát hành album thứ 2 trong năm 1972, "First Pull Up, Then Pull Down" đem lại thành công lớn hơn so với album đầu tay. Mặc dù chỉ là một thành viên yếu kém, Joey Covington cũng tiến hành sản xuất một album giữa anh và Peter Kaukonen, Black Kangaroo. Hậu quả là John Barbata đã phải chơi hầu hết các ca khúc trong Long John Silver và cả trong tour diễn quảng bá sau đó. Long John Silver được biết đến do bìa album ấn tượng của nó mô phỏng một hộp thuốc, khi mở ra là những điếu xì gà nằm cạnh nhau. Album leo lên thứ 20 trong BXH.
Với sự ra đi của Covington và sự tham gia của David Freiberg, một người bạn cũ của Kantner, Airplane bắt đầu tour diễn quảng bá album vào mùa hè năm 1972. Tour diễn này bao gồm buổi hòa nhạc miễn phí tại Công viên Trung tâm thu hút hơn 50000 khán giả. Ban nhạc trở lại bờ tây vào tháng 9, thực hiện một buổi hòa nhạc tại San Diego, Hollywood và Albuquerque. Điểm nhấn của tour diễn là 2 đêm nhạc tại Winterland, San Francisco (21 và 22 tháng 9), cả hai buổi đều được ghi hình lại. Cuối show diễn thứ 2, cả ban nhạc đứng trên sân khấu dưới sự chỉ huy của Marty Balin, cùng hát "Volunteers" và ca khúc cuối cùng "You Wear Your Dresses Too Short". Mặc dù không có thông báo chính thức nào được đưa ra, buổi biểu diễn tại Winterland là show diễn cuối cùng của Airplane cho đến khi họ tái hợp vào năm 1989. Album thu âm trực tiếp thứ hai của Jefferson Airplane, "Thirty Seconds Over Winterland", phát hành vào tháng 4 năm 1973. 

### Tái hợp
Năm 1989, Jefferson Airplane tái hợp lần đầu tiên, gồm cả Marty Balin, người sáng lập ban nhạc nhưng thiếu vắng tay trống Spencer Dryden, và phát hành album và tour diễn quảng bá. Album Jefferson Airplane phát hành bởi Columbia Records có số lượng tiêu thụ khiêm tốn nhưng tour diễn đi kèm khá thành công.
Năm 1996, Jefferson Airplane được vinh danh tại Đại sảnh danh vọng Rock and Roll với sự có mặt của Balin, Casady, Dryden, Kantner và Kaukonen. Slick vắng mặt do một vài lý do về sức khỏe. Năm 2004, bộ phim Fly Jefferson Airplane (đạo diễn bởi Bob Sarles) được phát hành dưới dạng DVD, kể lại toàn bộ thời kỳ 1965-1972 cũng như các buổi phỏng vấn gần đây với các thành viên, cùng 13 ca khúc hoàn chỉnh.

## Các dự án và nhóm nhỏ
Trong năm 1969, Jack Casady và Jorma Kaukonen bắt đầu thực hiện dự án riêng của họ với mong muốn trở lại cội nguồn của nhạc blues qua một nhóm nhỏ mang tên Hot Tuna. Bắt đầu như một nhóm hát đôi, thường có một màn trình diễn ngắn trước mỗi buổi hòa nhạc của Airplane nhưng sau đó vài tháng, các thành viên khác của Airplane (thường là Marty Balin) và các nhạc sĩ của nhóm (bao gồm cả tay trống tương lại Joey Covington) thường ngồi bên cạnh Hot Tuna khi họ biểu diễn. 
Cuối năm 1969, Casady và Kaukonen ghi âm một album nhạc blues acoustic và phát hành vào mùa xuân năm 1970. Album đầu tay này đã đạt được một số thành công khi leo lên vị trí thứ 30 tại BXH album tại Hoa Kỳ. 2 năm sau, Hot Tuna bắt đầu giành nhiều sự quan tâm của Casady và Kaukonen hơn và là một trong những nguyên nhân dẫn đến sự chia rẽ của Jefferson Airplane năm 1972.
Dự án Hot Tuna cũng thu hút một thành viên mới của Airplane. Covington đã gặp nghệ sĩ violin jazz blues đồng thời là một cựu chiến binh Papa John Creach tại Los Angeles vào khoảng giữa thập niên 1960. Anh đã mời Creach ngồi bên cạnh Airplane trong buổi hòa nhạc tại Winterland ngày 5 tháng 10 năm 1970. Rồi cái gì đến cũng đến, Creach ngay lập tức được mời tham gia Hot Tuna và trở thành thành viên thường xuyên của Airplane trong tour diễn mùa thu của họ. Buổi hòa nhạc tại Winterland cũng là khoảng thời gian tưởng niệm Janis Joplin, một người bạn cũ của nhóm đã chết tại Los Angeles do sử dụng ma túy quá liều vài ngày trước. Vì cái chết của Joplin, Marty Balin, một người bạn thân, đã từ chối biểu diễn cùng cả nhóm vào đêm đó. 
Trong thời kỳ này, Paul Kantner cũng bắt tay và sản xuất album cá nhân của mình, một dự án ghi âm với không khí khoa học viễn tưởng cùng các thành viên của Airplane và một số người bạn khác. Album này được phát hành tháng 10 năm 1970 với tựa đề Blows Against the Empire và đề tên Paul Kantner/Jefferson Starship. Phiên bản đầu tiên của Jefferson Starship bao gồm David Crosby, Graham Nash, các thành viên của Grateful Dead gồm Jerry Garcia, Bill Kreutzmann, Mickey Hart và các thành viên của Airplane gồm Grace Slick, Joey Covington và Jack Casady. Blows Against the Empire là album nhạc rock đầu tiên được đề cử cho giải thưởng khoa học viễn tưởng Hugo. Kantner và Slick cũng thu âm một số album cá nhân vào đầu thập niên 70.
Năm 1974, Paul Kantner và Grace Slick chính thức đẩy mạnh Jefferson Starship với album Dragon Fly. Marty Balin đồng sáng tác và thể hiện một ca khúc "Caroline". Anh chính thức gia nhập nhóm vào khoảng thời gian phát hành album tiếp theo, Red Octopus năm 1975. Bên cạnh các thành viên đầu tiên, nhóm này còn bao gồm David Freiberg (keyboard, bass), Craig Chaquico (guitar), Pete Sears (bass, keyboard), John Barbata (trống) và Papa John Creach (violin điện). Sau một sự kiện gay gắt dẫn đến sự giải thể Jefferson Starship năm 1985, Kantner dã kết hợp cùng Balin và Jack Casady năm 1985 và thành lập KBC Band. Ngày 4 tháng 3 năm 1988, trong buổi trình diễn tại Fillmore của Hot tuna, Grace Slick đã xuất hiện với tư cách khách mời. 

## Các album đã phát hành
- Jefferson Airplane Takes Off (1966)
- Surrealistic Pillow (1967)
- After Bathing at Baxter's (1967)
- Crown of Creation (1968)
- Volunteers (1969)
- Bark (1971)
- Long John Silver (1972)
- Jefferson Airplane (1989)